# Droga krajowa B12 (Niemcy)
Droga krajowa 12 (niem. Bundesstraße 12, B 12) – niemiecka droga krajowa przebiegająca  na osi północny wschód - południowy zachód od Lindau (Bodensee) przez Isny im Allgäu, Kempten (Allgäu), Monachium, Pocking, Pasawę do granicy z Czechami w Philippsreut.
Droga została w wielu miejscach zastąpiona autostradą. Na zachód od Monachium przez A96 na wschodzie przez A94. Ich rozbudowa jest planowana co spowoduje dalsze przenoszenie B12.

## Trasy europejskie
Droga pomiędzy węzłem Forstinning na autostradzie A94 a węzłem Mühldorf-West na autostradzie A94 jest częścią trasy europejskiej E552 (ok. 48 km).

## Miejscowości leżące przy B12
Lindau (Bodensee), Weißenberg, Wildberg, Hergensweiler, Stockenweiler, Hergatz, Wohmbrechts, Eglofs, Isny im Allgäu, Großholzleute, Kleinweiler, Weitau, Kempten (Allgäu), Wilpoldsried, Kraftisried, Marktoberdorf, Kaufbeuren, Germaringen, Jengen, München, Forstinning, Hohenlinden, Maitenbeth, Haag, Reichertsheim, Heldenstein, Ampfing, Stammham, Kirchdorf, Simbach, Prienbach, Ering, Malching, Tutting, Pocking, Pasawa, Salzweg, Straßkirchen, Hutthurm, Großthannensteig, Wimperstadl, Außernbrünst, Röhrnbach, Kumreuth, Freyung, Linden, Sonndorf, Herzogsreuth, Philipsreut.